# Euphonia violacea
Euphonia violacea là một loài chim trong họ Fringillidae.

## Hình ảnh

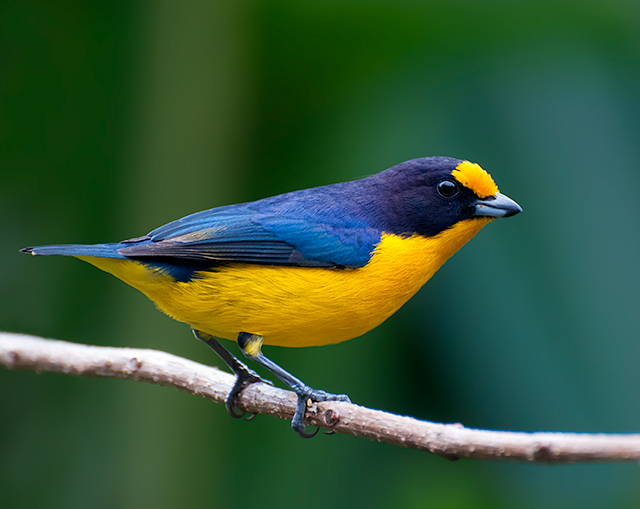
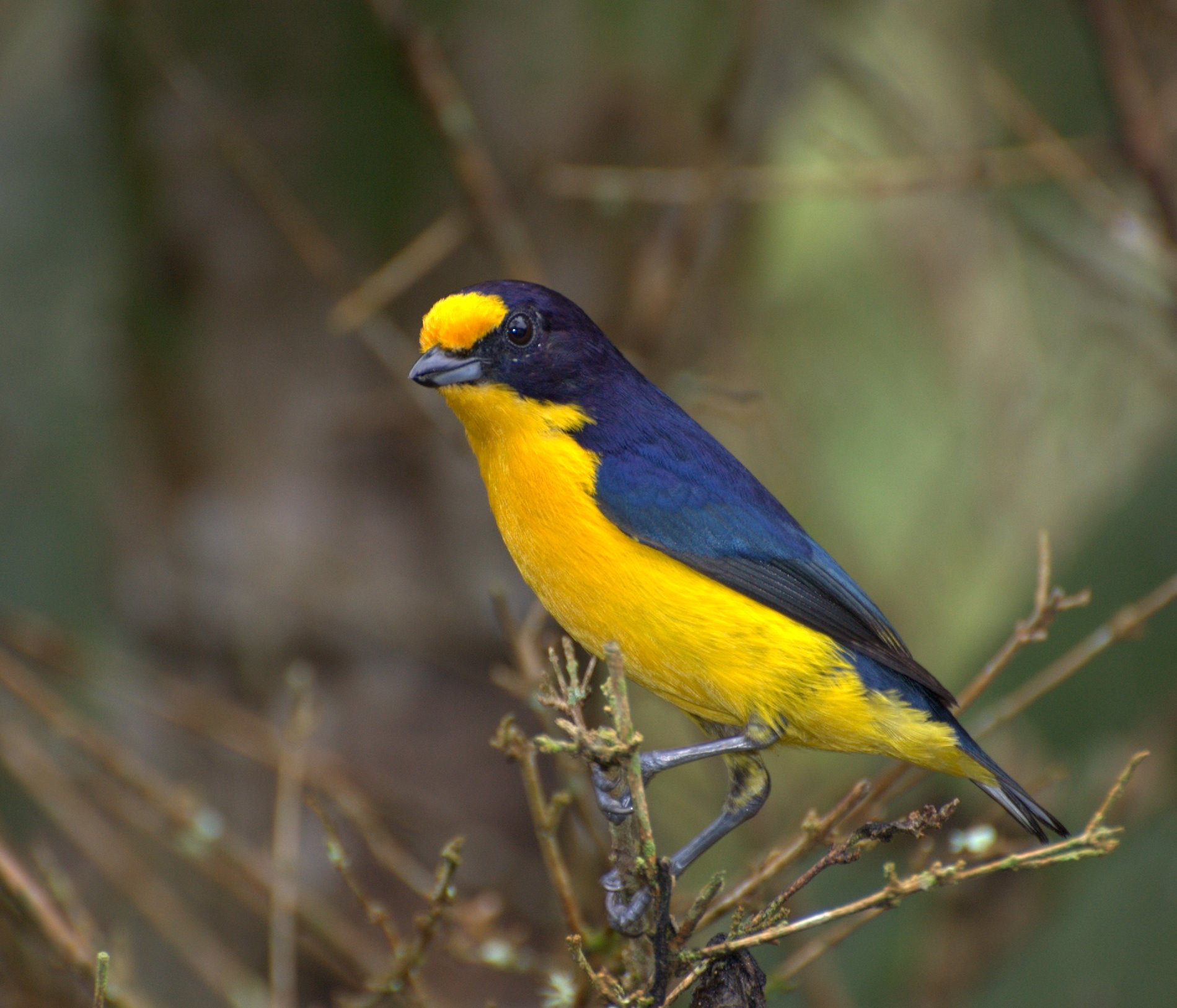
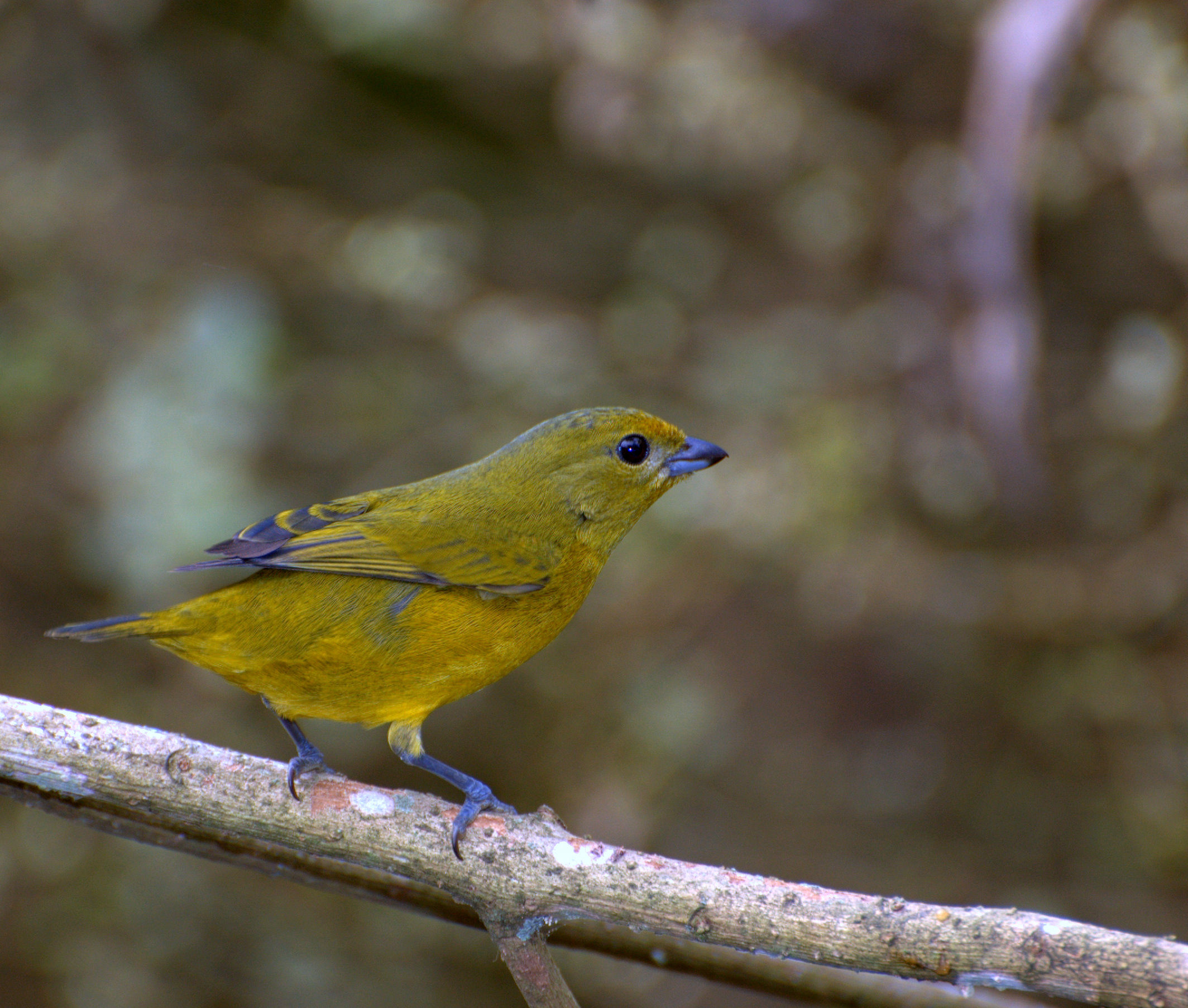
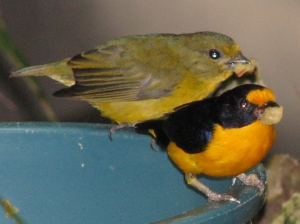
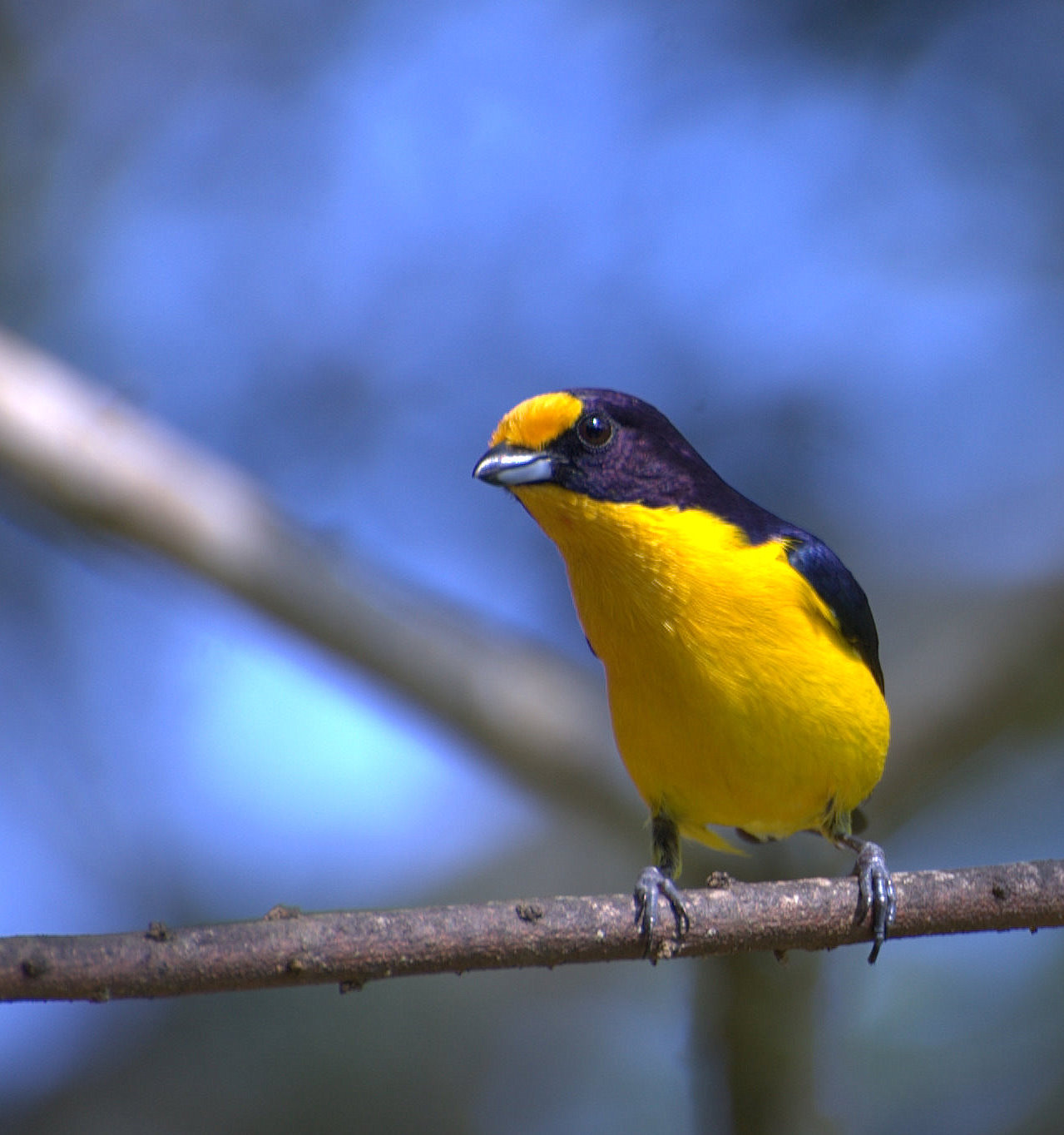

- Tập tin:GATURAMO-VERDADEIRO fêmea (Euphonia violacea).jpg
- Tập tin:GATURAMO-VERDADEIRO macho(Euphonia violacea).jpg